# Curac
Curac (okzitanisch: gleichlautend) ist ein Ort und eine Gemeinde mit 116 Einwohnern (Stand 1. Januar 2022) im westfranzösischen Département Charente in der Region Nouvelle-Aquitaine. Die Gemeinde besteht aus mehreren Weilern (hameaux) und Einzelgehöften.

## Lage
Der Ort Curac liegt in der alten Kulturlandschaft des Angoumois, einem Teil der Charente, in einer Höhe von etwa 80 m ü. d. M. und ist ca. 48 km (Fahrtstrecke) in südöstlicher Richtung von der Stadt Angoulême entfernt.

## Bevölkerungsentwicklung
| Jahr      | 1800 | 1851 | 1901 | 1954 | 1999 | 2013 |
| Einwohner | 331  | 358  | 234  | 189  | 110  | 122  |

Der Bevölkerungsrückgang im ausgehenden 19. und in der ersten Hälfte des 20. Jahrhunderts ist in der Hauptsache auf den Verlust an Arbeitsplätzen infolge der Reblauskrise und der zunehmenden Mechanisierung der Landwirtschaft zurückzuführen.

## Wirtschaft
Lebten die Bewohner des Ortes jahrhundertelang als Selbstversorger von den Erträgen ihrer Felder und Gärten, so wurde im ausgehenden Mittelalter und in der frühen Neuzeit der Weinbau vorangetrieben, der – nach der Reblauskrise im ausgehenden 19. und beginnenden 20. Jahrhundert – jedoch nicht wieder seine frühere Bedeutung erreichte. Eine nicht unbedeutende Rolle für das Wirtschaftsleben der Gemeinde spielt auch der Tourismus in Form der Vermietung von Ferienwohnungen (gîtes).

## Geschichte
Auf dem Gemeindegebiet wurden Bruchstücke von römischen Dachziegeln gefunden, die auf die Existenz eines gallorömischen Landguts (villa rustica) verweisen könnten; weitere Spuren wurden jedoch bislang nicht entdeckt.
Da alle Pfarrdokumente vor dem Jahr 1770 verschwunden sind, ist über Ereignisse während des Hundertjährigen Krieges (1337–1453) oder der Hugenottenkriege (1562–1598) nichts bekannt. Während der Revolutionsjahre nannte sich der Ort etliche Jahre lang Lauzance.

## Sehenswürdigkeiten

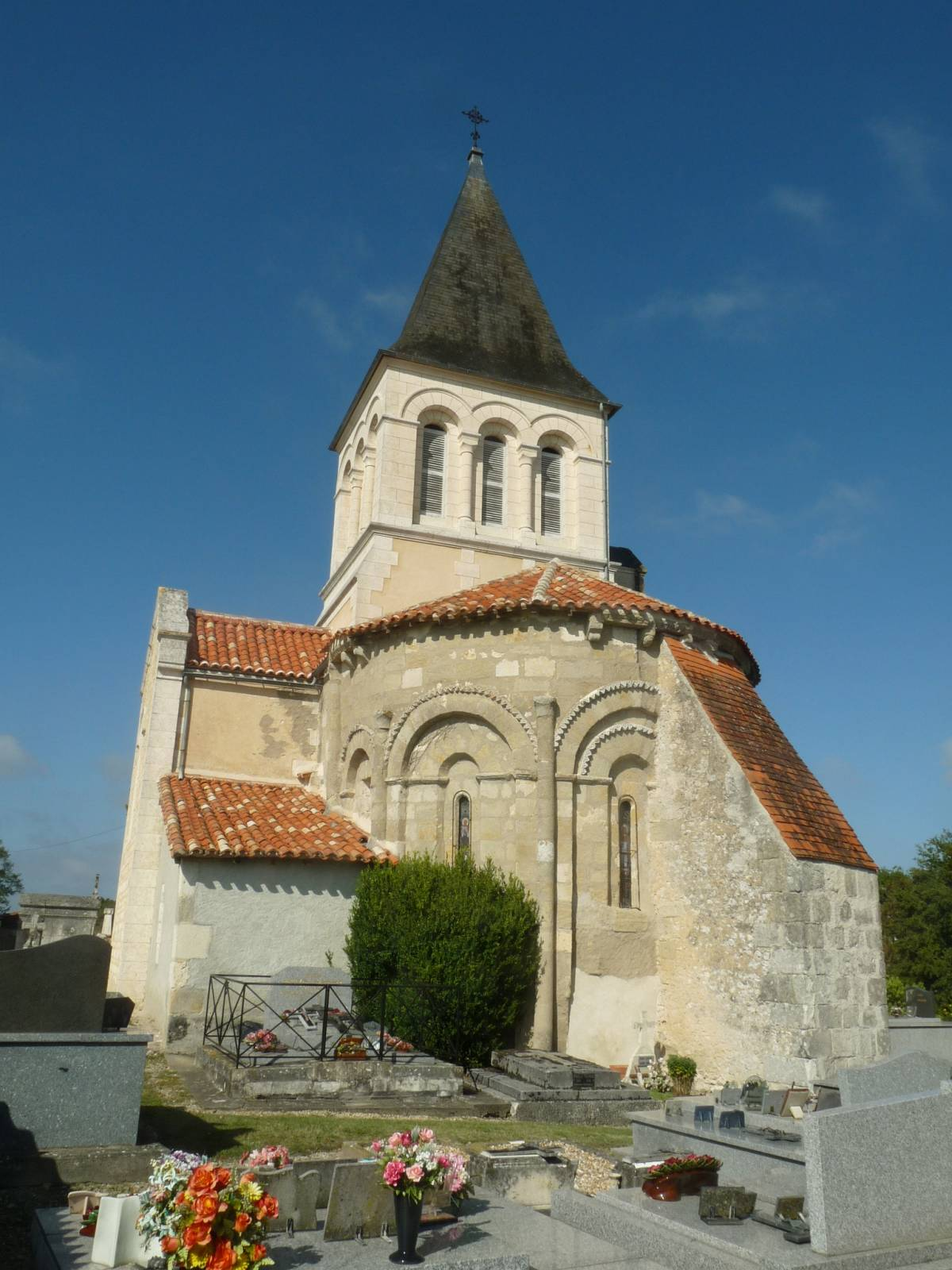
Kirche Saint-Vincent

Die aus exakt behauenen Steinen errichtete romanische Pfarrkirche Saint-Vincent entstand im 12. Jahrhundert. Die durch Blendarkaden und Dreiviertelsäulen gegliederte Apsis wurde nachträglich durch einen mächtigen Strebepfeiler stabilisiert. Die Fenster sind durch Überfangbögen mit Diamantstabornamentik besonders betont. Die übrigen Außenwände der Kirche sind verputzt; das meiste wurde im 19. Jahrhundert überarbeitet (Langhaus 1860–1862, Vierungsturm 1882). Der Kirchenbau ist seit dem Jahr 1993 als Monument historique anerkannt.